# Ksénia Chasteau
Ksénia Chasteau (* 12. März 2006 in Irkutsk) ist eine französische Rollstuhltennisspielerin.

## Karriere
Ksénia Chasteau spielt seit ihrem vierten Lebensjahr Tennis. Bei einem Motorradunfall im Januar 2021 verlor sie ein Bein und wandte sich daraufhin im September des gleichen Jahres dem Rollstuhltennis zu. Innerhalb kurzer Zeit dominierte sie sie den Juniorenbereich und wurde im August 2023 die Weltranglistenerste der Juniorinnen. Bei den US Open 2023 konnte sie die Juniorenkonkurrenz im Einzel und im Doppel gewinnen, Gleiches gelang ihr bei der ersten Austragung der Juniorenwettbewerbe bei den French Open 2024. Auch bei den Cruyff Foundation Junior Masters blieb sie ungeschlagen und gewann den Einzel- und den Doppelwettbewerb.
Bereits als 17-Jährige gewann sie mehrere Turniere im Einzel oder Doppel bei den Senioren. Bei den Juniorenwettbewerben der US Open 2024 nahm sie nicht teil, da sie für die Sommer-Paralympics 2024 in Paris qualifiziert war.
Bei den Wimbledon Championships 2025 erreichte sie an der Seite von Angélica Bernal das Finale, die beiden mussten sich allerdings dem chinesischen Team Li Xiaohui und Wang Ziying geschlagen geben.
Chasteau tritt seit 2022 beim World Team Cup für Frankreich an, erst bei den Junioren und seit 2024 bei den Senioren.
Bei den Paralympischen Spielen 2024 konnte sie ihr Auftaktmatch gegen Samira Benichi klar in zwei Sätzen gewinnen. Im Achtelfinale traf sie auf die spätere Goldmedaillengewinnerin Yui Kamiji, gegen die sie im ersten Satz einen Tie-Break erzwingen konnte. Den zweiten Satz gewann die Japanerin dann souverän. Im Doppel spielte Ksénia Chasteau an der Seite von Pauline Déroulède in der ersten Runde gegen Angélica Bernal und Zuleinny Rodríguez – die Kolumbianerinnen setzten sich im Match-Tie-Break knapp durch.